# حديقة الربيع الملكية
حديقة الربيع الملكية (بالفارسية بالنستعليق: بہارستان شاہی) هي عبارة عن سجل تاريخي لكشمير في العصور الوسطى. كُتِب المخطوطة بالفارسية، مؤلف العمل مجهول، ويُفترض أنه كُتب في عام 1614.
يتناول الكتاب بالتفصيل التاريخ السياسي والاجتماعي لكشمير، مع التركيز بشكل خاص على فترة سلطنة كشمير وحكم المغول.
تٌرجِم العمل إلى اللغة الإنجليزية على يد كاشنيت بندت [الإنجليزية] (ضمن عمل مشترك بين جامعة البنجاب، وجامعة طهران)، وهو المدير السابق لمركز دراسات آسيا الوسطى في جامعة كشمير.

## طالع أيضًا
- تحفة الأحباب

## قراءة إضافية
- Hasan، Mohibbul (1959)، Kashmir under the Sultans، Aakar Books، ص. 43–، ISBN:978-81-87879-49-7، مؤرشف من الأصل في 2023-06-03
- Pandit, K. N. (2013). Baharistan-i-shahi: A chronicle of mediaeval Kashmir. Srinagar: Gulshan Books.

## روابط خارجية
- حديقة الربيع الملكية
- تاريخ كشمير
- حديثة الربيع الملكية وكشمير